# عقل

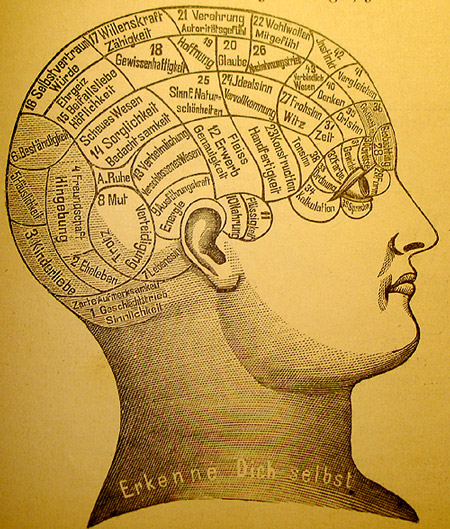
الدماغ وهو الجزء المادي في الإنسان، وهو العضو المسؤول عن العمليات الحيوية في الجسم، وهو يتلقى أوامره من العقل: وهو الجزء المعنوي الإدراكي.

العقل هو مجموعة من القوى الإدراكية التي تتضمن الوعي، المعرفة، التفكير، الحكم، اللغة والذاكرة. هو غالبًا ما يعرف بملكة الشخص الفكرية والإدراكية. يملك العقل القدرة على التخيل، التمييز، والتقدير، وهو مسؤول عن معالجة المشاعر والانفعالات، مؤديًا إلى مواقف وأفعال. هنالك جدال في الفلسفة، الدين، والعلوم الاستعرافية حول ماهية العقل وصفاته المميزة.
من الأسئلة المفتوحة التي تتضمن طبيعة العقل هي معضلة العقل والجسدد، والتي تبحث في العلاقة ما بين العقل والدماغ المادي والجهاز العصبي. تضمنت وجهات النظر النزعة الثنائية والمثالية، التي اعتبرت أن العقل شيء معنوي. بينما يدعي البعض بأن العقل هو الدماغ أو من الممكن اختزاله بالظواهر الفيزيائية مثل النشاط العصبي، على الرغم من استمرار امتلاك المذاهب الثنائية والمثالية للكثير من المؤيدين. هنالك سؤال آخر متعلق بأي الأنواع قادرة على امتلاك عقل (نيو ساينتست 8 سبتمبر 2018 الصفحة العاشرة). على سبيل المثال، ما إذا كان العقل حصري للبشر، تملكه أنوع أخرى، أو جميع الحيوانات، سواء ما إذا كان خاصية محددة بصورة مطلقة، أو ما إذا كان من الممكن أن يكون خاصية لبعض أنواع الآلات التي صنعها الإنسان.
مهما كانت طبيعته، من المتفق أن العقل هو ما يجعل الشيء يملك وعي ذاتي وقصدية نحو بيئته، يفهم ويستجيب للإيعازات بنوع من الوساطة، وأن يمتلك وعي، والذي يتضمن التفكير والشعور.
تفهم فكرة العقل بالعديد من الطرق المختلفة ومن خلال العديد من الثقافات والديانات المختلفة. يرى البعض العقل كملكية خاصة بالبشر، في حين ينسب الآخرون صفات العقل إلى الكيانات الغير حية (الروحية الشاملة والروحانية)، الحيوانات والآلهة. أحد أقدم التخمينات المسجلة ربطت العقل (والذي يوصف في بعض الأحيان على أنه روح) بنظريات متعلقة بالحياة ما بعد الموت، النظام الكوني والطبيعي.

## نظريات العقل
النظريات التي تبحث في العقل، ما هو وكيف يعمل، تعود تاريخيا إلى عهد أفلاطون وأرسطو وسقراط وغيرهم من الفلاسفة الإغريق. النظريات ما قبل العلمية وجدت جذورها في اللاهوت والفكر الديني عموما. وركزت على العلاقة بين العقل، والروح (أو الجوهر الإلهي المفترض للذات الإنسانية). أما النظريات العلمية الحديثة فهي تعتبر العقل ظاهرة تتعلق بعلم النفس. وغالبا ما يستخدم هذا المصطلح بترادف مع مصطلح الوعي.
السؤال عن أي جزء أو أي صفة من الإنسان يساهم في تكوين العقل لا يزال محل خلاف. هناك البعض يرى أن الوظائف العليا فقط (التفكير والذاكرة بشكل خاص) وحدها هي التي تكون العقل. بينما الوظائف الأخرى مثل الحب والكره والفرح تكون «بدائية» و«شخصية» وبالتالي لا تكون العقل. بينما يرفض آخرون هذا الطرح، ويرون أن الجوانب العقلانية والعاطفية من الشخصية الإنسانية لا يمكن فصلها بسهولة، وأنها يجب أن تؤخذ كوحدة واحدة.
في الاستعمال الشعبي الشائع، العقل، يخلط عادة مع التفكير وعادة ما يكون «عقلك» حوارا داخليا مع نفسك.

## تاريخ فلسفة العقل
من أهم مساندي الرؤية الجوهرية كان جورج بيركلي في القرن الثامن العشر الميلادي، الذي كان فيلسوفا واسقفا انجليكانيا، ادعى بيركلي أنه لا يوجد شيء اسمه مادة على الإطلاق. وما يراه البشر ويعتبرونه عالمهم المادي لا يعدو أن يكون مجرد فكرة في عقل الله. وهكذا فإن العقل البشري لا يعدو أن يكون بيانا للروح. قلة من فلاسفة اليوم يمتلكون هذه الرؤية المتطرفة، لكن فكرة أن العقل الإنساني، هو جوهر، وهو أكثر علوا ورقيا من مجرد وظائف دماغية، لا تزال مقبولة بشكل واسع.
آراء بيركلي هوجمت، وفي نظر الكثيرين نسفت تماما، من قبل توماس هنري هكسلي، وهو عالم أحياء وتلميذ لداروين، عاش في القرن التاسع عشر الميلادي. وافق هكسلي أن ظاهرة العقل مميزة في طبيعتها، ولكنه أصر على أنها لا يمكن أن تفهم إلا على ضوء علاقتها بالدماغ. سار هكسلي وراء تقليد في الفكر المادي البريطاني يعود إلى توماس هوبز، الذي جادل في القرن السابع عشر، إن الفعاليات العقلية كلها محض فيزيائية في حقيقتها، رغم أن المعلومات الإحيائية – التشريحية في عصره، لم يكن لها أن تدعم مقولته، أو توضح ما هو الأساس الفيزيائي لهذه الفعاليات العقلية. هكسلي جمع بين هوبز وداروين ليقدم رؤية حديثة (بمقاييس عصره) للرؤية الوظيفية أو المادية.
آراء هكسلي دعمت بالتقدم المستمر للمعارف الإحيائية عن وظائف الدماغ.
مذهب هكسلي العقلاني هذا، جوبه لاحقا، في أوئل القرن العشرين من قبل سيغموند فرويد، الذي طور نظرية العقل اللاواعي، والذي ذهب إلى أن العمليات العقلية التي يؤديها الأفراد بوعيهم تشكل جزءا بسيطا جداً من الفعالية العقلية التي تؤديها أدمغتهم. كانت الفرويدية، بمعنى ما، أحياء للمذهب الجوهري للعقل، ولو تغطي بغطاء علمي.
فرويد لم ينكر، بأي حال من الأحوال، أن العقل، كان وظيفة دماغية، لكنه كان يرى أن العقل، كعقل، كان يملك عقلا خاصا به، لسنا واعين به، ولا يمكن التحكم به، كما لا يمكن الدخول إليه إلا عن طريق التحليل النفسي (خاصة، حسب فرويد، عبر تحليل الأحلام). رغم أن نظرية فرويد في العقل اللاواعي مستحيلة على البرهنة تجريبيا، إلا أنها قبلت بشكل واسع، وأثرت بشكل كبير على الفهم الشعبي الرائج للعقل.
لاحقا وفي عام 1979، اعتبر العقل، من قبل دوغلاس هوفستداتر، كظاهرة إحيائية وسيبيرنيطيقية، تبزغ من الشبكة العصبية للدماغ.
نشوء مفهوم الذكاء الاصطناعي، أثر كثيرا على مفهوم العقل والجدل حوله، فلو كان العقل فعلا منفصل عن الدماغ، أو أعلى منه، لما استطاعت أي آلة مهما بلغ تعقيدها، ان تشكل عقلا. وعلى الجانب الآخر، لو كان العقل مجرد تراكم وظائف دماغية، لصار من الممكن ولو نظريا، تكوين آلة مع عقل.
الدراسات الحديثة التي تبحث في مفهوم العقل، تربط بين دراسة الشبكات العصبية، وعلم النفس، علم الأحياء الخلوي والجزيئي، علم الاجتماع، تاريخ العلم، والألسنية.

## حجم الدماغ
حجم الدماغ البشري مقارنة بالحيوانات المكتشفة حالياً كبير جداً لدى دماغ الإنسان سطح كبير يسمى القشرة أيضا يزيد من حجم القشرة التلافيف فهناك بعض الحيوانات تملك هذه التلافيف مثل الفيلة والدلافين، فهناك قاعدة في الحيوانات الكبيرة لها دماغ أكبر من بقية الحيوانات كذلك الإنسان فإن دماغ الطفل الرضيع يختلف بالحجم عن الرجل. فإن حجم دماغ الإنسان قد يصل إلى 1300 سنتيمتر مكعب (مليلتر).

## القوى العقلية
بصورة عامة، القوى العقلية هي الوظائف العديدة للعقل، أو الأشياء التي يستطيع العقل «القيام» بها.
الفكرة هي فعل عقلي يسمح بإضافة منطقية إلى الأشياء في العالم، لغرض تمثيلها وتفسيرها بطرق ذات معنى، أو تلك التي تتطابق مع احتياجاتهم، متعلقاتهم، أهدافهم، التزاماتهم، خططهم، رغباتهم، الخ. يشمل التفكير الوساطة الرمزية والسيميائية للأفكار أو البيانات، كما هو الحال عندما نقوم بتكوين الأفكار، الانخراط في حل المشاكل، التفكر، واتخاذ القرارات. ومن الكلمات التي تشير إلى أفكار وعمليات مشابهة هي الإستقصاء، المعرفة، التصور، والتخيل.
الذاكرة هي القدرة على حفظ واسترجاع المعلومات أو التجارب. على الرغم من أن الذاكرة كانت الموضوع التقليدي في الفلسفة، إلا أنه قد شهدت نهاية القرن التاسع عشر وبداية القرن العشرين دراسة الذاكرة ضمن نماذج علم النفس المعرفي. في العقود الأخيرة، أصبحت أحد أركان فرع جديد من العلوم والذي يسمى بعلم الأعصاب الإدراكي، وهو تزاوج ما بين علم النفس المعرفي وعلم الأعصاب.
التخيل هو فعالية تتضمن تكوين مواقف، صور، أفكار جديدة أو كيفيات أخرى في العقل، وهو نشاط شخصي مميز وليس تجربة مباشرة أو سلبية. يستخدم هذا المصطلح في علم النفس لغرض إحياء مفاهيم العقل عن الأشياء التي تم الشعور بها عن طريق الإدراك الحسي. وبما أن استخدام هذا المصطلح يتناقض مع استخدامه في اللغة الاعتيادية، يفضل بعض علماء النفس وصف هذه العملية بالتصوير أو يمكن القول عنها أنها «إعادة إنتاج» والتي تناقض التخيل المنتج أو المشيد. يقال أن الأشياء المتخيلة يتم النظر إليها «بعين العقل».

## المحتوى العقلي
المحتويات العقلية هي تلك العناصر التي يعتقد أنها موجودة في العقل، ومن الممكن تشكيلها والتلاعب بها من قبل العمليات والقوى العقلية. تتضمن الأمثلة الأفكار، المفاهيم، الذكريات، المشاعر، والنوايا. تتضمن النظريات الفلسفية للمحتوى العقلي الداخلانية، الخارجانية، المذهب التمثيلي والقصدية.

## العلاقة بالدماغ
إن فهم العلاقة الموجودة ما بين الدماغ والعقل - قضية الدماغ والعقل هي إحدى القضايا المركزية في تاريخ الفلسفة - هو بمثابة تحدي فلسفي وعلمي. هنالك ثلاث مدارس فلسفية فيما يخص الجواب: الثنائية، المادية، المثالية. تقول المدرسة الثنائية أن العقل موجود بصورة منفصلة عن الدماغ؛ تقول المادية أن الظاهرة العقلية مطابقة للظاهرة العصبية؛ وتقول المثالية أن هنالك ظاهرة وحيدة وهي العقلية.
وجد العديد من الفلاسفة على مر التاريخ أنه من غير المعقول ربط الإدراك بشيء مادي مثل نسيج الدماغ (والذي يتضمن الخلايا العصبية ونقاط الاشتباك العصبي). وجد ديكارت، الذي فكر طويلًا في مسألة العقل والدماغ، أنه من الممكن تفسير ردود الفعل وغيرها من السلوكيات البسيطة بمصطلحات ميكانيكية، على الرغم من أنه اعتقد بأن الأفكار المعقدة، واللغة على وجه الخصوص، لا يمكن تفسيرها بالإشارة إلى الدماغ المادي فقط.

## التاريخ التطوري للعقل البشري
يشير التاريخ التطوري للذكاء البشري إلى نظريات عديدة تهدف إلى وصف كيف تطور الذكاء البشري في علاقته مع الدماغ البشري وأصل اللغة.
العديد من صفات الذكاء البشري، مثل التعاطف، نظرية العقل، الحداد، الطقوس، واستخدام الرموز والأدوات، موجودة بالفعل في القردة العليا على الرغم من أنها أقل أناقة من تلك الموجودة لدى البشر.
تتضمن نظريات تطور الذكاء:
- فرضية الدماغ الاجتماعي لروبن دوبنار.
- فرضية الانتخاب الجنسي لجوفري ميلر فيما يخص الانتخاب الجنسي في تطور البشر.
- الهيمنة البيئية - التنافس الاجتماعي (EDSC) والتي فسرها مارك ف. فلين، ديفيد ك. جيري، وكارول ف. وارد والمبنية على عمل ريتشارد د. اليكسندر.
- فكرة أن الذكاء هو إشارة إلى الصحة الجيدة والمناعة من الأمراض.
- نظرية الانتخاب الجماعي التي تنص على أن الصفات التي توفر فائدة لمجموعة من الممكن أن تتطور بصرف النظر عن الأضرار الفردية.
- فكرة أن الذكاء مرتبط بالتغذية. من الممكن اعتبار الذكاء العالي إشارة إلى أن الفرد يعيش في بيئة تكون فيها مستويات الغذاء مرتفعة، والعكس صحيح.